# Dariusz Baziuk
Dariusz Baziuk (ur. 20 lipca 1969 w Miliczu) – polski piłkarz występujący na pozycji pomocnika. Zdobywca Pucharu Polski z Miedzią Legnica. W Ekstraklasie, w barwach Zagłębia Lubin, rozegrał 98 meczów, zdobywając 5 bramek.